# The Thrill of It All
The Thrill of It All é o segundo álbum de estúdio do cantor inglês Sam Smith. Foi lançado em 3 de novembro de 2017, através da Capitol Records. "Too Good at Goodbyes" foi lançada como o single principal do álbum em 8 de setembro de 2017. Em 6 de outubro de 2017, Smith lançou "Pray", em colaboração com o produtor Timbaland e o rapper Logic, como single promocional do álbum. A ideia de "Pray" veio por meio de suas experiências na organização da instituição War Child no Iraque.

## Antecedentes
Em 6 de outubro de 2017, Smith anunciou em sua conta do Twitter que o segundo álbum, intitulado de "The Thrill of It All", seria lançado em 3 de novembro de 2017.O álbum é o segundo álbum do artista, após o seu álbum de estreia In the Lonely Hour (2014), que vendeu 12 milhões de cópias mundialmente.
Em entrevista à Billboard, Smith disse: "Eu passei por este vórtice e sinto que me recompus com algo mais forte para voltar ao vórtice novamente. Eu não estava tentando fazer um grande disco pop quando fiz este álbum. Eu estava, na verdade, tentando fazer algo pessoal como um diário de minha vida."

## Singles
"Too Good at Goodbyes" foi lançada como single de estreia do álbum em 8 de setembro de 2017. Alcançou a primeira posição na UK Singles Chart e a quarta posição na Billboard Hot 100 dos Estados Unidos.
"One Last Song" foi enviada às rádios do Reino Unido em 3 de novembro de 2017 como segundo single.
Em 27 de março de 2018, Smith anunciou que a canção "Pray" seria o terceiro single do álbum e contaria com a participação do rapper americano Logic. A canção foi lançada em 29 de março de 2018.
"Baby, You Make Me Crazy" foi lançada em 29 de junho como o quarto single do disco.

### Promocionais
Em 6 de outubro de 2017, Smith lançou "Pray", uma balada com elementos gospel em colaboração com Timbaland, motivada pelo tempo passado no Iraque e pelo trabalho realizado na instituição War Child. Outro single promocional, "Burning", foi lançado em 27 de outubro de 2017.

## Recepção crítica
| Críticas profissionais | Críticas profissionais |
| Pontuações agregadas   | Pontuações agregadas   |
| Fonte                  | Avaliação              |
| ---------------------- | ---------------------- |
| Metacritic             | 72/100                 |
| Avaliações da crítica  |                        |
| Fonte                  | Avaliação              |
| AnyDecentMusic?        | 5.9/10                 |
| AllMusic               | [ 15 ]                 |
| The Daily Telegraph    | [ 16 ]                 |
| Entertainment Weekly   | B                      |
| The Guardian           | [ 18 ]                 |
| The Independent        | [ 19 ]                 |
| NME                    | [ 20 ]                 |
| The Observer           | [ 21 ]                 |
| Pitchfork              | 5.8/10                 |
| Rolling Stone          | [ 23 ]                 |
| Slant Magazine         | [ 24 ]                 |

The Thrill of It All recebeu, de modo geral, críticas positivas. No Metacritic, contém uma nota 72 de 100 pontos, resultada de 16 avaliações. Neil McCormick, do The Daily Telegraph, deu ao álbum quatro estrelas de cinco e foi positivo acerca dos vocais de Smith, chamando-os de "sobrenaturais" e afirmando que: "The Thrill of It All não apenas espoja a miséria do amor, mas praticamente se afoga em sua materialização. Suas 10 canções são inflexivelmente infelizes, egoístas e autopiedosas, beirando a o estado lacrimal e a sentimentalidade que há no meio de um rompimento amoroso. A instrumentação é discreta e combinada entre piano e cordas, além de efeitos ocasionais do hip hop contemporâneo. Às vezes, as letras de Smith exibem uma prosaica ligeiramente desgraciosas. (...) No entanto, tudo é feito com complacência, pois Smith faz com que cada nota pareça uma questão de vida ou morte. 'Him' é a peça central do álbum, um drama do evangelho dirigido a um pai julgador, insistindo no direito de Sam de amar a quem ele escolhe." Andy Gill, do The Independent, avaliou o álbum com quatro estrelas, compartilhando a positividade acerca do álbum e afirmando que: "A voz de Smith permanece uma maravilha por toda parte do álbum".
Will Hermes, da Rolling Stone, avaliou o álbum com quatro estrelas, dizendo: "ao dobrar a sua magnífica voz e trabalhar a inconformidade de gênero na obra, o segundo trabalho de Smith é o mais poderoso e expressivo de sua geração." Nick Levine, da NME, comparou Sam com Adele, dizendo: "Ambos se tornaram muito bem sucedidos cantando baladas emocionais que se conectam com um grande grupo de pessoas. Além disso, ambos estão compreensivamente relutantes em aumentar o ritmo como resultado. Assim como o 25, de Adele, este álbum é merecedor de inúmeras cópias." Andy Kellman, do portal AllMusic, deu três estrelas e meia na avaliação da obra, opinando que: "esse álbum mantém a consistência e a intensidade de seu álbum de estreia."
Em contrapartida, o álbum recebeu avaliações medianas e negativas. Alex Petridis, do The Guardian, avaliou o álbum com três estrelas e escreveu: "Há um certo poder em "The Thrill of It All", mas poderia ter sido um álbum mais potente se tivesse polido mais ainda." Kitty Empire, do The Observer, alegou que Smith estava "lastimando-se por números" como Adele e supôs: "Há pouco drama no álbum, apenasu ma taquigrafia de pianos tristes e uma total ausência de risco musical de Smith".

### Reconhecimento
| Publicação    | Avaliação              | Posição | Ref.   |
| ------------- | ---------------------- | ------- | ------ |
| Rolling Stone | 50 Best Albums of 2017 | 10      | [ 25 ] |

## Desempenho comercial
The Thrill of It All alcançou o topo da UK Albums Chart em sua primeira semana de lançamento, após 97.328 vendas combinadas. Das vendas combinadas, 83.637 eram puras e 13.691 com streams, tornando-se o segundo álbum número um de Smith após In the Lonely Hour (2014). O álbum teve a quinta maior venda dos álbuns lançados em 2017. Na semana seguinte, caiu para a segunda posição com um total de 52.781 cópias vendidas, antes de retornar ao topo três semanas depois e retirar ÷ de Ed Sheeran do topo. Na Austrália, o álbum alcançou a segunda posição na ARIA Charts, tornando-se o segundo álbum a entrar na mesma posição desde In the Lonely Hour. Além disso, o álbum estreou na primeira posição nas tabelas musicais da Irlanda e Escócia.
O álbum alcançou a primeira posição da Billboard 200 com 237.000 vendas equivalentes, sendo 185.000 puras. Com este feito, Smith angariou o primeiro álbum número um nos Estados Unidos e a maior estreia em vendas no país. Posteriormente, tornou-se o sétimo álbum com maior estreia de vendas de 2017. The Thrill of It All caiu para a segunda posição na semana seguinte, alcançando 66.000 cópias equivalentes. Além disso, tornou-se o primeiro álbum de Smith na Canadian Albums Chart, estrenado com 16.000 unidades equivalentes e 9.500 cópias vendidas.

## Faixas
Lista de faixas obtidas pelo iTunes.
| N.º            | Título                    | Compositor(es) | Produtor(es)                  | Duração |  |
| 1.             | "Too Good at Goodbyes"    | Sam Smith James Napier Tor Hermansen Mikkel Eriksen | Steve Fitzmaurice Jimmy Napes | 3:21    |  |
| 2.             | "Say It First"            | Smith Napier James Ho | Fitzmaurice Napes Malay       | 4:07    |  |
| 3.             | "One Last Thing"          | Smith Napier Tyler Johnson Charles Emanuel Smalls | Fitmauzire Napes Johnson      | 3:12    |  |
| 4.             | "Midnight Train"          | Smith Napier Ho | Fitzmaurice Malay             | 3:27    |  |
| 5.             | "Burning"                 | Smith Jason Boyd Dominic Jordan Jimmy Glannos | Fitzmaurice Napes             | 3:23    |  |
| 6.             | "Him"                     | Smith Brendan Grieve Reuben James | Fitzmaurice Grieve            | 3:10    |  |
| 7.             | "Baby, You Make Me Crazy" | Smith Napier Emile Haynie Dennis Ronald Thomas Woodrow Sparrow Gene Redd Sr. George Melvin Brown Claydes Smith Richard Westfield Robert Bell Robert Mickens Ronald Bell | Fitzmaurice Napes Haynie      | 3:27    |  |
| 8.             | "No Peace" (com Yebba)    | Smith Napier Yebba Smith | Fitzmaurice Napes             | 4:43    |  |
| 9.             | "Palace"                  | Smith Johnson Camaron Ochs | Fitzmaurice Johnson           | 3:07    |  |
| 10.            | "Pray"                    | Smith Napier Timothy Mosley Darryl Pearson Larrance Dopson Jose A. Valasquez                                                                                            | Fitzmaurice Napes Timbaland   | 3:41    |  |
| Duração total: | Duração total:            | Duração total: | Duração total:                | 35:38   |  |

| The Thrill of It All – Edição especial |                        |                    |                    |         |  |
| N.º                                    | Título                 | Compositor(es)     | Produtor(es)       | Duração |  |
| 11.                                    | "Nothing Left for You" | Smith Napier       | Fitzmaurice Napes  | 3:46    |  |
| 12.                                    | "The Thrill of It All" | Smith Grieve James | Fitzmaurice Grieve | 3:28    |  |
| 13.                                    | "Scars"                | Smith Grieve       | Fitzmaurice Grieve | 3:03    |  |
| 14.                                    | "One Day at a Time"    | Smith Simon Aldred | Fitzmaurice Napes  | 3:29    |  |
| Duração total:                         | Duração total:         | Duração total:     | Duração total:     | 49:24   |  |

## Posições
| Tabela musical (2017)                 | Melhor posição |
| ------------------------------------- | -------------- |
| Austrália (ARIA)                      | 2              |
| Áustria (Ö3 Austria Top 40)           | 7              |
| Bélgica (Ultratop Flandres)           | 1              |
| Bélgica (Ultratop Valônia)            | 11             |
| Canadá (Billboard)                    | 1              |
| Croácia (IFPI)                        | 3              |
| República Tcheca (ČNS IFPI)           | 15             |
| Dinamarca (Hitlisten)                 | 1              |
| Países Baixos (Dutch Charts)          | 1              |
| Finlândia (Suomen virallinen lista)   | 10             |
| França (SNEP)                         | 15             |
| Alemanha (Offizielle Deutsche Charts) | 8              |
| Greek Albums (IFPI)                   | 8              |
| Irlanda (IRMA)                        | 1              |
| Itália (FIMI)                         | 4              |
| Japanese Albums (Billboard Japan)     | 23             |
| Japão (Oricon)                        | 32             |
| Nova Zelândia (RMNZ)                  | 1              |
| Noruega (VG-lista)                    | 1              |
| Polónia (ZPAV)                        | 10             |
| Portugal (AFP)                        | 3              |
| Escócia (Official Scottish Albums)    | 1              |
| Espanha (PROMUSICAE)                  | 12             |
| Suécia (Sverigetopplistan)            | 1              |
| Suíça (Schweizer Hitparade)           | 3              |
| Reino Unido (Official Albums Chart)   | 1              |
| Estados Unidos (Billboard 200)        | 1              |

| Chart (2017)                       | Position |
| ---------------------------------- | -------- |
| Australian Albums (ARIA)           | 19       |
| Belgian Albums (Ultratop Flanders) | 51       |
| Belgian Albums (Ultratop Wallonia) | 138      |
| Danish Albums (Hitlisten)          | 43       |
| Dutch Albums (MegaCharts)          | 48       |
| French Albums (SNEP)               | 119      |
| Italian Albums (FIMI)              | 89       |
| New Zealand Albums (RMNZ)          | 27       |
| Swedish Albums (Sverigetopplistan) | 41       |
| Swiss Albums (Schweizer Hitparade) | 87       |
| UK Albums (OCC)                    | 3        |
| US Billboard 200                   | 153      |

## Certificações
| País (Empresa)                | Certificação |
| ----------------------------- | ------------ |
| Austrália (ARIA)              | Platina      |
| Áustria (IFPI da Áustria)     | Ouro         |
| Canadá (Music Canada)         | Ouro         |
| Dinamarca (IFPI da Dinamarca) | Ouro         |
| França (SNEP                  | Ouro         |
| Nova Zelândia (RMNZ)          | Ouro         |
| Reino Unido (BPI)             | 2× Platina   |

## Histórico de lançamento
| Região | Data                  | Formato(s)                    | Gravadora | Ref.   |
| ------ | --------------------- | ----------------------------- | --------- | ------ |
| Mundo  | 3 de novembro de 2017 | CD Download digital Streaming | Capitol   | [ 79 ] |